# Viticuso
Viticuso – miejscowość i gmina we Włoszech, w regionie Lacjum, w prowincji Frosinone.
Według danych na rok 2004 gminę zamieszkiwało 428 osób, 20,4 os./km².